# Věčné panenství Panny Marie

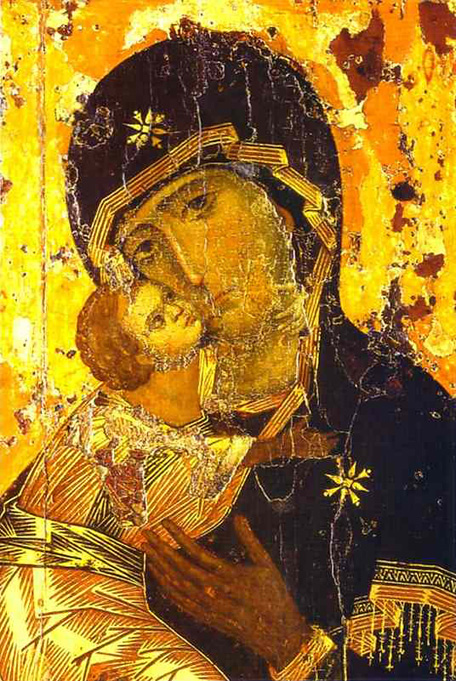
Vladimírská ikona Panny Marie Eleusy. Titul Aeiparthenos (Věčná Panna) je hojně používán v pravoslavné liturgii a na ikonách je zobrazována se třemi hvězdami na ramenou a na čele, které symbolizují její trojnásobné panenství.

Věčné panenství Marie je křesťanské učení, podle něhož byla Maria, Ježíšova matka, pannou před Kristovým narozením, během něj i po něm. V západním křesťanství se k tomuto učení hlásí katolická církev, stejně jako někteří luteráni, anglikáni, reformovaní a další protestanti. Šenuda III. papež koptské pravoslavné církve toto učení potvrdil a východní pravoslavné církve uznávají Marii jako Aeiparthenos, což znamená „věčně panenskou“. Jedná se o jedno ze čtyř mariánských dogmat katolické církve. Většina moderních nekonformních protestantů toto učení odmítá.
Tradice o věčném panenství Marie se poprvé jasně objevuje v textu z konce 2. století zvaném Jakubovo evangelium. Jako ortodoxie byla ustanovena na Efezském koncilu v roce 431, II. konstantinopolský koncil v roce 553 jí udělil titul „Aeiparthenos“, což znamená věčná panna, a na Lateránské synodě v roce 649 papež Martin I. zdůraznil trojí charakter věčného panenství, před Kristovým narozením, během něj a po něm. Učení o věčném panenství Panny Marie kodifikovaly také luteránské Šmalkaldské články (1537) a reformované II. helvetské vyznání (1562).
Učení o Mariině věčném panenství bylo zpochybněno na základě toho, že Nový zákon výslovně potvrzuje její panenství pouze do Ježíšova narození a zmiňuje se o Ježíšových bratrech (adelphoi). Toto slovo jen velmi zřídka znamená jiného než biologického nebo duchovního sourozence a mohlo jít o: (1) syny Marie, Ježíšovy matky, a Josefa; (2) syny Marie jmenované v Mk 15, 40 (Kral, ČEP) jako „matka Jakuba a Josesa (Josefa)“, kterou Jeroným označil za sestru Marie, Ježíšovy matky; nebo (3) syny Josefa z předchozího manželství. Další biblické obtíže přidal Lukáš – Lk 2, 7 (Kral, ČEP), který Ježíše nazývá „prvorozeným“ synem Marie, a Matouš – Mt 1, 25 (Kral, ČEP), který dodává, že Josef „ji nepoznal, dokud neporodila svého prvorozeného syna“.

## Původ a historie

### Virginitas in partu:1. století
Ódy Šalamounovy byly vykládány tak, že naznačují, že Maria byla pannou i během porodu, protože se v nich uvádí, že Maria neměla při porodu bolesti. Někteří však vyslovili teorii, že Ódy odkazují na příběh o Exodu, kdy židovské ženy měly velmi rychlý porod, který prý dokonce proběhl téměř okamžitě, a proto egyptské porodní báby nemohly přijít dost rychle. Podobné výroky se vyskytují i v Izajášově nanebevzetí.
Někteří tvrdí, že Josefus v prvním století považoval Jakuba za Ježíšova biologického bratra.

### První výskyt: 2. století

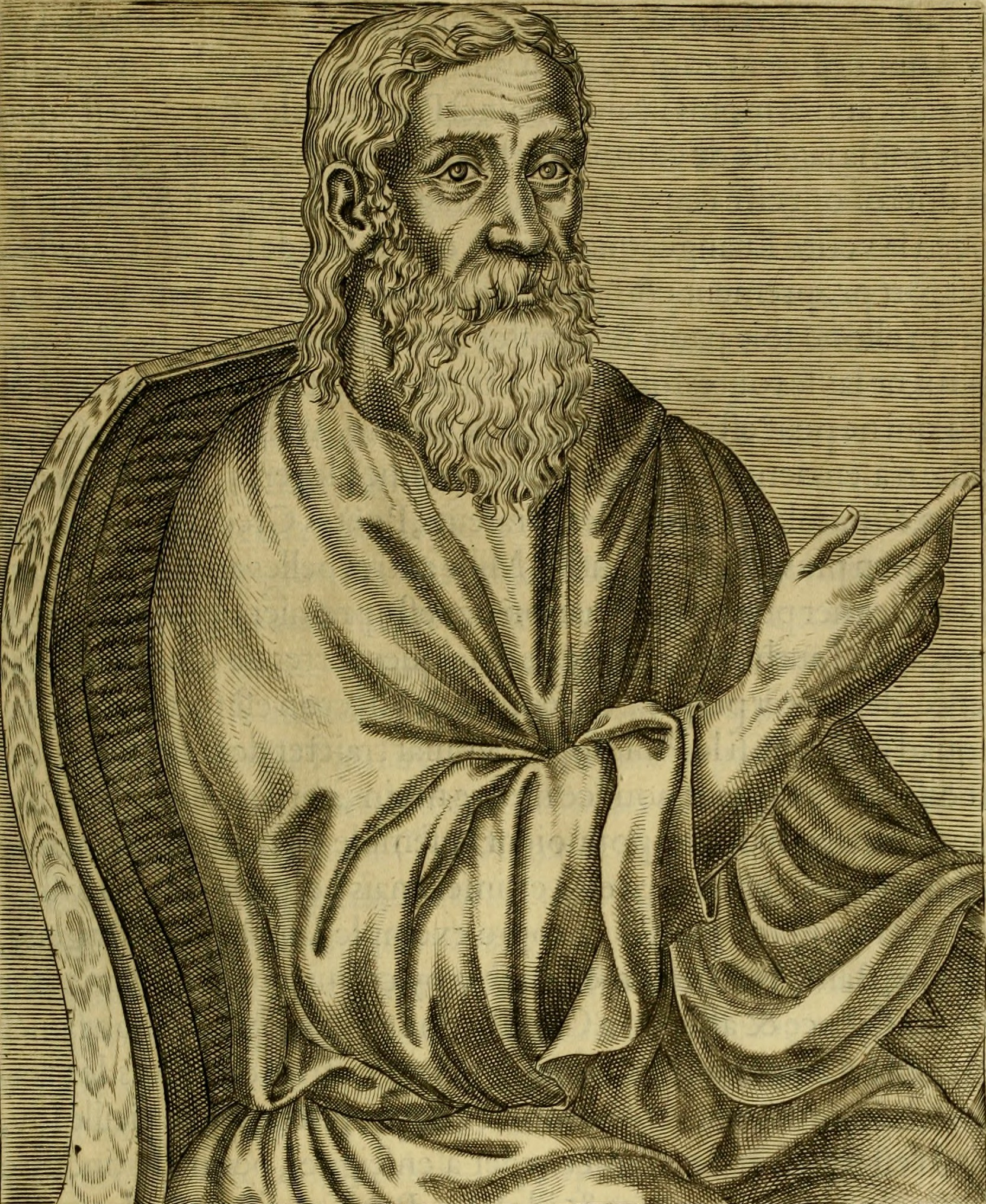
Klement Alexandrijský (150–215 n. l.) byl raným zastáncem věčného panenství Marie.

Neexistuje žádný biblický základ pro myšlenku Mariina věčného panenství, ačkoli její panenství před narozením je doloženo v Matoušově a Lukášově evangeliu, poprvé se tímto postojem zabývá text z konce 2. století zvaný Jakubovo protoevangelium, v němž Marie zůstává celoživotní pannou, Josef je starý muž, který se s ní oženil bez fyzické touhy, a Ježíšovi bratři jsou vysvětleni jako Josefovi synové z dřívějšího manželství. Zdá se, že Protoevangelium bylo použito k vytvoření příběhů o Marii, které se nacházejí v Koránu, ale zatímco muslimové souhlasí s křesťany, že Marie byla pannou v okamžiku Ježíšova početí, představa jejího věčného panenství poté je v rozporu s islámským ideálem ženy jako manželky a matky.
Órigenés také zmínil, že Petrovo evangelium potvrzuje věčné panenství Marie a říká, že Ježíšovi „bratři“ pocházeli z předchozího Josefova manželství.
Zdá se, že citát připisovaný Papiášovi (70–163 n. l.) podporuje názor, že Ježíšovi „bratři“ byli bratranci a sestřenice, nicméně tento citát byl Papiášovi pravděpodobně připsán falešně a pochází od jiného Papiáše, který žil později v 11. století.
Irenej a Justin Mučedník, ačkoli se zmiňují o panenském zrození, nikde jasně nepotvrdili názor, že Maria byla věčnou pannou. Ebionité popírali Mariino věčné panenství a předpokládá se, že Hegesippos ho možná zpochybňoval.

### Raná nejistota: 3. století
Ve 3. století Hippolyt Římský tvrdil, že Maria je „věčně panna“, zatímco Klement Alexandrijský, který psal krátce po vydání Protoevangelií, se odvolával na jeho příhodu s porodní bábou, která Marii vyšetřila bezprostředně po porodu („po porodu, byla vyšetřena porodní bábou, která ji shledala pannou“) a tvrdil, že to lze nalézt v evangeliích („Tyto věci jsou dosvědčeny Písmem Páně“), ačkoli se odvolával na apokryfní evangelium jako na fakt. Učenec 3. století Origenes použil výklad Protoevangelií o bratřích, aby obhájil věčné panenství Marie („Není jiného dítěte z Marie než Ježíše, podle těch, kdo o ní správně smýšlejí“). Tertulián, který se dostal mezi Klementa a Origena, popřel Mariino panenství in partu, aby vyvrátil doketistickou myšlenku, že Boží Syn nemohl přijmout lidské tělo („ačkoli byla pannou, když počala, byla ženou, když porodila syna“).
Helvidius také tvrdil, že Victorinus věřil, že Maria měla další děti; Jeroným později tvrdil, že Helvidius Victorina špatně interpretoval. Epifanus vymyslel název „antidikomarianité“ pro skupinu lidí, kteří popírali věčné panenství Marie, kterou Epifanus napadal, nicméně se o nich zmiňuje i Origenes. Působili od 3. do 5. století.
Podle Epifania antidikomarianité tvrdili, že Apollinaris z Laodiceje nebo jeho žáci popírali věčné panenství Marie, ačkoli Epifanus toto tvrzení zpochybňoval.
Raní křesťanští teologové jako Hippolyt (170–235), Eusebius (260/265–339/340) a Epifanius (asi 310/320–403) hájili věčné panenství Marie.

### Zavedení pravověrnosti: 4. století
Na počátku 4. století se díky rozšíření mnišství prosadil celibát jako ideální stav a byla vytvořena morální hierarchie, v níž manželství zaujímalo třetí místo pod celoživotním panenstvím a vdovstvím. Východní teologové obecně přijímali Marii jako Aeiparthenos, ale mnozí v západní církvi o tom byli méně přesvědčeni. Teolog Helvidius se ohradil proti znehodnocování manželství, které je tomuto názoru vlastní, a tvrdil, že oba stavy, panenství a manželství, jsou si rovny. Jeho současník Jeroným si uvědomoval, že by to vedlo k tomu, že by Matka Boží zaujímala v nebi nižší místo než panny a vdovy, a ve svém nesmírně vlivném díle Proti Helvidiovi, vydaném kolem roku 383, hájil její věčné panenství.

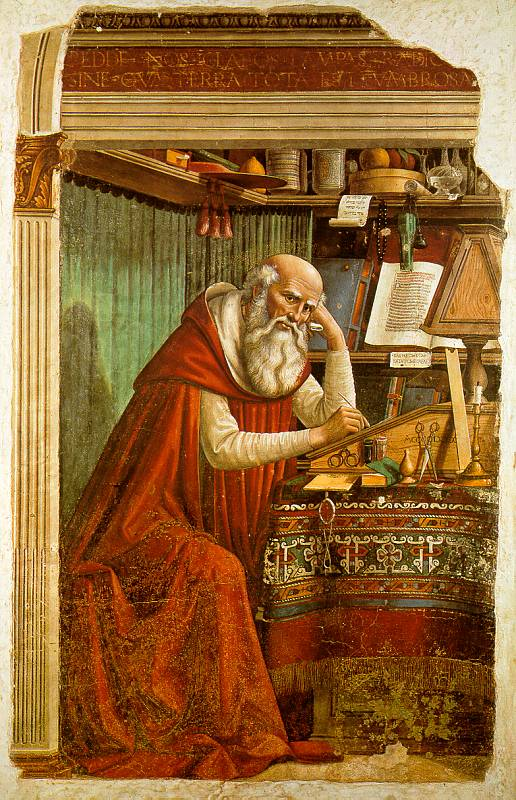
Jeroným hájil Mariino věčné panenství proti Helvidiovi.

V letech 380-390 mnich Jovinian popíral Mariino panenství in partu (panna při porodu) a psal, že pokud Ježíš neprošel normálním lidským porodem, pak jeho tělo bylo něco jiného než skutečně lidské. Jak uvádí Augustin, Jovinian „popíral, že Mariino panenství, které existovalo při početí, zůstalo zachováno i při porodu“. Augustin dále uvádí, že důvodem Joviniánova popírání Mariina panenství in partu bylo to, že toto učení bylo příliš blízké manichejskému názoru, že Kristus byl pouhým přízrakem. Podle Ambrože Jovinián tvrdil, že Maria sice počala jako panna, ale neporodila jako panna. Jeroným psal proti Joviniánovi, ale tento aspekt jeho učení nezmínil a většina komentátorů se domnívá, že ho nepovažoval za pohoršující. V Miláně se také našli dva mniši Sarmatio a Barbatian, kteří zastávali podobné názory jako Jovinian.
Jediným významným křesťanským intelektuálem, který hájil Mariino panenství in partu, byl milánský arcibiskup Ambrož, který byl hlavním terčem obvinění z manicheismu. Pro Ambrože muselo být jak fyzické narození Ježíše Marií, tak křestní zrození křesťanů církví zcela panenské, a to i in partu, aby se zrušila poskvrna prvotního hříchu, jehož fyzickým znamením jsou porodní bolesti. Právě díky Ambrožovi se virginitas in partu dostala důsledně do myšlení pozdějších teologů. Věčné panenství Marie popíral i Bonos ze Sardiky, za což byl prohlášen za kacíře. Jeho následovníci přežijí ještě mnoho staletí, zejména mezi Góty. Kromě toho věčné panenství Marie popírali i někteří ariáni.
Atanáš Alexandrijský (zemř. 393) prohlásil Marii za Aeiparthenos, „věčně panenskou“, a liturgie Jakuba, bratra Ježíšova, rovněž vyžadovala prohlášení Marie za věčně panenskou. Tento názor hájili také Augustin, Hilarius z Poitiers, Didymus Slepý, Cyril Alexandrijský a další.
Apoštolské vyznání víry učilo nauku virginitas in partu.

### Středověk
Ve středověku bylo věčné panenství Marie všeobecně uznáváno, avšak paulikiáni její věčné panenství popírali a dokonce tvrdili, že Kristus jí odepřel požehnání.

### Protestantská reformace
Protestantská reformace odmítla zvláštní morální status celoživotního celibátu. V důsledku toho bylo vyzdvihováno manželství a rodičovství a Marie a Josef byli považováni za normální manželský pár. Rovněž byla potvrzena jediná Bible jako základní zdroj autority týkající se Božího slova (sola scriptura). Reformátoři si všimli, že Písmo svaté sice zaznamenává narození z panny, ale nezmiňuje se o Mariině trvalém panenství po narození Krista. Mariino věčné panenství zastávali Martin Luther (který ji ve Šmalkaldských článcích, luteránském vyznání víry sepsaném v roce 1537, označuje za věčně panenskou), Huldrych Zwingli, Thomas Cranmer, Johannes Wolleb, Heinrich Bullinger, Jan Viklef a pozdější protestantští vůdci včetně Johna Wesleyho, spoluzakladatele metodismu. Osiander popíral Mariino věčné panenství, za což jím Melanchton pohrdal.
Názor Jana Kalvína byl nejednoznačnější, neboť se domníval, že vědět, co se stalo s Marií po Ježíšově narození, je nemožné. Jan Kalvín však tvrdil, že Matouš – Mt 1, 25 (Kral, ČEP), který Helvidius použil k útoku na věčné panenství Marie, neučí, že Marie měla další děti. Jiní kalvinisté potvrzovali Mariino věčné panenství, a to i v rámci Druhého helvetského vyznání – uváděli, že Maria byla „věčně pannou Marií“ – a v poznámkách Ženevské bible. Theodor Beza, významný raný kalvinista, zahrnul věčné panenství Marie do seznamu dohod mezi kalvinismem a katolickou církví. Někteří reformátoři tuto nauku podporovali, aby čelili radikálnějším reformátorům, kteří zpochybňovali Kristovo božství; Mariino věčné panenství zaručovalo Kristovo vtělení navzdory zpochybňování jeho biblických základů. Moderní protestanti věčné panenství Marie většinou odmítli na základě sola scriptura a jen zřídka se objevuje výslovně v konfesích nebo doktrinálních prohlášeních, ačkoli věčné panenství Marie je stále běžnou vírou v anglikánství a luteránství.
Mezi anabaptisty se Hubmaier nikdy nevzdal víry ve věčné panenství Marie a nadále si ji vážil jako theotokos („matku Boží“). Těmto dvěma doktrinálním postojům se jednotlivě věnuje devátý, respektive desátý článek Hubmaierova díla Apologie.

## Učení

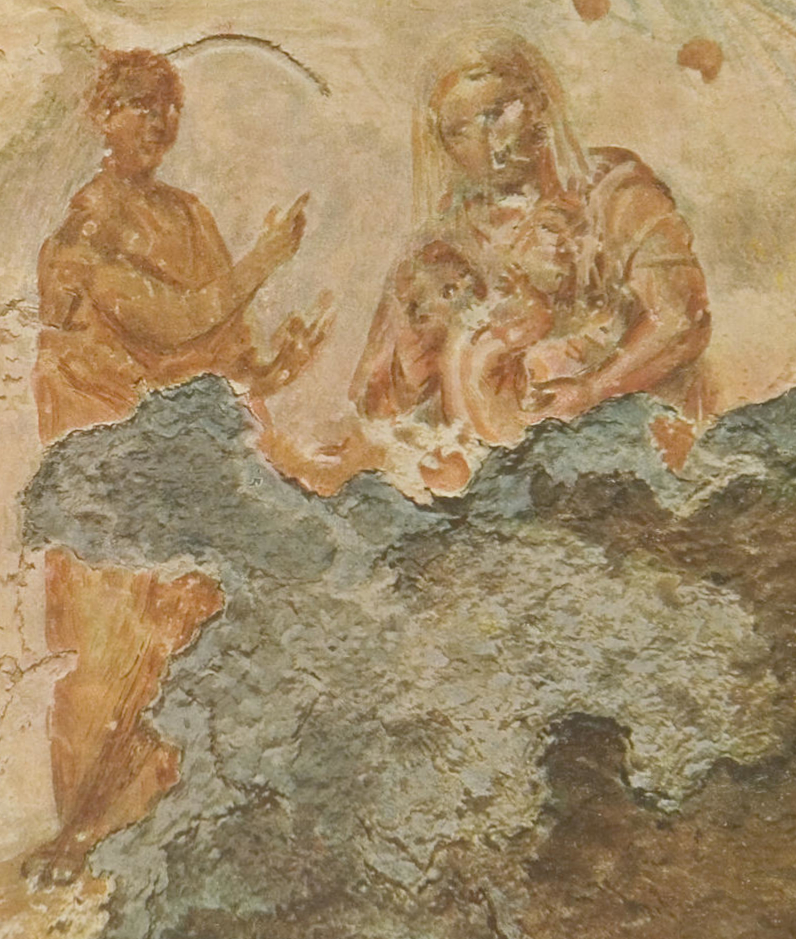
Obrázek Panny Marie, která kojí dítě Ježíše. 3. století, Priscillina katakomba, Řím.

Druhý konstantinopolský koncil uznal Marii za Aeiparthenos, což znamená „věčně panenskou“. Pro východní pravoslavnou církev zůstává axiomem, že zůstala panenskou po celou dobu svého pozemského života, a proto pravoslaví chápe novozákonní zmínky o Ježíšových bratrech a sestrách jako označení jeho příbuzných, ale ne biologických dětí jeho matky.
Latinská církev, dnes známá spíše jako katolická, sdílela konstantinopolský koncil s teology řeckého nebo pravoslavného společenství, a proto s nimi sdílí titul Aeiparthenos, který byl přiznán Marii. Katolická církev šla ještě dál než pravoslavní, když učinila věčné panenství jedním ze čtyř mariánských dogmat, což znamená, že je považováno za pravdu zjevenou Bohem, jejíž popírání je herezí. Prohlašuje její panenství před narozením Ježíše, během něj i po něm, nebo podle definice formulované papežem Martinem I. na lateránském koncilu v roce 649:
„Blahoslavená, věčně panenská a neposkvrněná Maria počala z Ducha svatého, bez ztráty neporušenosti ho porodila a po jeho narození zachovala své panenství neporušené.“
Tomáš Akvinský připustil, že rozum to nemůže dokázat, ale tvrdil, že to musí být přijato, protože je to „vhodné“, neboť jako byl Ježíš jednorozeným synem Božím, měl by být také jednorozeným synem Marie, protože druhé a čistě lidské početí by znevážilo posvátný stav jejího svatého lůna. Symbolicky znamená Mariino věčné panenství nové stvoření a nový začátek v dějinách spásy. Opakovaně to bylo konstatováno a zdůvodňováno, naposledy Druhým vatikánským koncilem:
„Toto spojení matky se Synem v díle spásy se projevuje od okamžiku Kristova panenského početí ... a pak také při narození našeho Pána, který nezmenšil panenskou neporušenost své matky, ale posvětil ji...“ (Lumen gentium, č. 57).

## Argumenty a důkazy

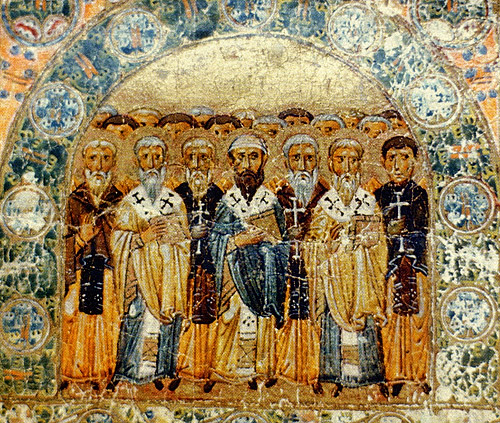
Církevní otcové na vyobrazení z 11. století z Kyjeva.

Problém, s nímž se potýkají teologové, kteří chtějí tvrdit, že Marie byla panna po celý život, spočívá v tom, že Pavlovy listy, čtyři evangelia a Skutky apoštolů se zmiňují o Ježíšových bratrech (adelfoi), přičemž Marek a Matouš uvádějí jejich jména a Marek přidává nejmenované sestry. Jakubovo evangelium, na které o sto let později navázal Epifanius, vysvětluje adelfoi jako Josefovy děti z dřívějšího manželství, což je dodnes názor východních pravoslavných křesťanských církví. Jeroným, který se domníval, že Josef, stejně jako Marie, musí být celoživotní pannou, tvrdil, že tito adelfoi jsou syny „Marie, matky Jakuba a Josese (Josefa)“ – Mk 15, 40 (Kral, ČEP), kterou ztotožnil s manželkou Kleofáše a sestrou panny Marie – J 19, 25 (Kral, ČEP), což je v západní církvi stále populární. Moderní návrh považuje tyto adelphoi za syny „Marie, matky Jakuba a Josese (Josefa)“ (zde není ztotožňována se sestrou Panny Marie), a Kleofáše, který byl podle Hegesippa Josefovým bratrem.
Další biblické potíže přidal Lukáš – Lk 2, 7 (Kral, ČEP), který Ježíše nazývá Mariiným „prvorozeným“ synem, a Matouš – Mt 1, 25 (Kral, ČEP), který dodává, že Josef „ji nepoznal, dokud neporodila svého prvorozeného syna“. Helvidius tvrdil, že prvorozený znamená pozdější narození a že slovo „dokud“ nechává otevřenou cestu k sexuálním vztahům po porodu; Jeroným, který odpovídal, že i jediný syn bude prvorozený a že „dokud“ nemá význam, který mu vykládal Helvidius, vykreslil odpudivý slovní portrét Josefa, který souloží s krví potřísněnou a vyčerpanou Marií bezprostředně po jejím porodu – podle něj z toho vyplývají Helvidiovy argumenty. Názory na kvalitu Jeronýmova vyvrácení se pohybují od názoru, že bylo mistrovské a dobře vyargumentované, až po tenké, rétorické a někdy nevkusné.
Dva další Otcové ze 4. století, Řehoř z Nyssy, který se řídil „jistým apokryfním vyprávěním“, a Augustin, předložili další argument, když četli Lukáše – Lk 1, 34 (Kral, ČEP). Tato myšlenka, poprvé představená v Jakubově Protoevangeliu, má dnes jen malou vědeckou podporu, ale spolu s argumenty Jeronýma a Ambrože ji předložil papež Jan Pavel II. ve své katechezi z 28. srpna 1996 jako čtyři skutečnosti podporující trvalou víru katolické církve v Mariino věčné panenství.
Na podporu názoru, že Ježíš žádné bratry neměl, se argumentovalo 19. kapitolou Janova evangelia – J 19, 26–27 (Kral, ČEP), kde Ježíš svěřuje Marii učedníkovi Janovi místo svým bratrům, avšak protestanti proti této pasáži obecně argumentovali dvěma způsoby, jednak tvrzením, že Ježíšovi bratři byli nevěřící, nebo že nebyli přítomni ukřižování.
Někteří argumentují, že Marie a Josef nemohli mít normální manželství, pokud Marie zůstala věčnou pannou, nicméně někteří katolíci tvrdí, že existují důkazy, že celibát v manželství praktikovala již kumránská komunita a další Židé v té době.